# Chiến dịch Balkan
Chiến dịch Balkan (tiếng Đức: Balkanfeldzug) là các cuộc tấn công của Phe Trục nhằm vào hai vương quốc Hy Lạp và Nam Tư trong Chiến tranh thế giới thứ hai. Chiến dịch bắt đầu với cuộc xâm lăng Hy Lạp thất bại của Ý ngày 28 tháng 10 năm 1940 và kết thúc với việc quân đội Đức và Ý chiếm đảo được Crete ngày 1 tháng 6 năm 1941.
Trong những tháng đầu năm 1941, quân Ý tấn công Hy Lạp đã bị chặn đứng rồi đẩy lùi trở về lãnh thổ Albania thuộc Ý. Người Đức tìm cách hỗ trợ Ý bằng cách triển khai quân đến Romania và Bulgaria để chuẩn bị tấn công Hy Lạp từ phía đông. Trong khi đó thì Khối Thịnh vượng Chung Anh cũng cho điều quân và máy bay đến hỗ trợ quân Hy Lạp phòng thủ. Một cuộc đảo chính bất ngờ tại Nam Tư nổ ra ngày 27 tháng 3 đã làm Hitler ra lệnh chinh phạt cả quốc gia này.
Cuộc xâm lược Nam Tư của Đức và Ý bắt đầu ngày 6 tháng 4, đồng thời với trận Hy Lạp. Ngày 11 tháng 4, Hungary tham gia cuộc xâm lăng. Đến ngày 17 tháng 4, Nam Tư ký hiệp ước đầu hàng và đến 30 tháng 4 thì toàn bộ phần đất liền Hy Lạp đã rơi vào tay quân Đức-Ý. Ngày 20 tháng 5, cuộc tấn công không vận của Đức vào đảo Crete bắt đầu và đến 1 tháng 6 thì toàn bộ lực lượng còn lại của Hy Lap và Anh trên đảo đã đầu hàng. Mặc dù không tham gia các cuộc tấn công trong tháng 4, nhưng sau đó Bulgaria đã chiếm đóng một số phần của cả Nam Tư và Hy Lạp cho đến hết cuộc chiến tại Balkan.

## Mở màn — Ý xâm lược Albania
Sau chiến tranh thế giới thứ nhất, với sự sụp đổ hoàn toàn của Đế quốc Ottoman và Đế quốc Áo-Hung, người Albania bắt đầu mong đợi vào sự bảo vệ của Vương quốc Ý trước sự đe doạ đến từ những kẻ thù bên ngoài.
Năm 1919, sự toàn vẹn lãnh thổ Albania đã được xác nhận tại Hội nghị hoà bình Paris sau khi Tổng thống Hoa Kỳ Woodrow Wilson gạt bỏ kế hoạch của các cường quốc châu Âu nhằm phân chia Albania cho các quốc gia láng giềng.
Thế nhưng, kể từ sau năm 1925, nhà độc tài Ý Benito Mussolini đã bắt đầu âm mưu thống trị Albania.
Năm 1928 Albania bắt đầu Triều đại của vua Zog I. Zog là một thủ lĩnh đảng phái và là cựu Thủ tướng Albania. Zog đã thất bại trong việc chấm dứt ảnh hưởng của người Ý đối với các vấn đề nội bộ của Albania.
Ngày 7 tháng 4 năm 1939, quân đội của Mussolini chiếm đóng Albania, lật đổ Zog, và sáp nhập quốc gia này vào Đế quốc Ý.

## Diễn biến

### Chiến tranh Hy Lạp - Ý
Cuộc chiến tranh Hy Lạp-Ý kéo dài từ ngày 28 tháng 10 năm 1940 cho đến ngày 30 tháng 4 năm 1941 và là một phần của Chiến tranh thế giới thứ 2. Quân xâm lược Ý tiến vào Hy Lạp và thu được một số thắng lợi nhất định. Nhưng ngay lập tức quân Hy Lạp đã phản công và quân Ý đã bị đánh lui và đẩy lùi trở lại Albania. Người Ý giành phần lớn mùa đông để củng cố phòng tuyến nhưng chỉ giữ lại được quyền kiểm soát khoảng 2/3 lãnh thổ Albania. Cuộc tấn công được đoán trước của Ý trong tháng 3 năm 1941 đã bị thất bại và không được tiến hành đến cùng. Người Đức bắt đầu can thiệp trong tháng 4 và chiếm được Hy Lạp sau thắng lợi của cuộc xâm lược Nam Tư.

### Cuộc xâm lược Nam Tư
Cuộc xâm lược Nam Tư (mật danh "Directive n. 25" - bản chỉ thị số 25 - hay còn gọi là chiến dịch 25) bắt đầu ngày 6 tháng 4 năm 1941 và kết thúc với sự đầu hàng vô điều kiện của Quân đội Hoàng gia Nam Tư ngày 17 tháng 4. Quân phát xít xâm lược (bao gồm Đức Quốc xã, Phát xít Ý, Hungary và Bulgaria) đã chiếm đóng và chia cắt vương quốc Nam Tư. Đức và Ý đã tạo ra "Nhà nước độc lập Croatia" (Nezavisna Država Hrvatska, NDH) từ các vùng lãnh thổ của Bosnia và Herzegovina, một phần Croatia, và vùng Syrmia. Tại Serbia và Banat, nhà nước bù nhìn "Nedić's Serbia" cũng được Đức lập lên. Tại Montenegro, "Nhà nước độc lập Montenegro" bù nhìn được thành lập và đặt dưới sự bảo hộ của Ý. Đất nước được "bảo hộ" này trên danh nghĩa vẫn là một vương quốc mặc dù hoàng tử Michael không bao giờ chịu tiếp nhận vương miện.

### Trận Hy Lạp
Hitler đã bắt đầu lên kế hoạch xâm chiếm Hy Lạp từ tháng 11 năm 1940, sau khi Anh chiếm đóng các hòn đảo Crete và Lemnos. Ngày 13 tháng 12 năm 1940, ông ta ra lệnh rằng cuộc tấn công Hy Lạp - mang mật danh Unternehmen Marita (Chiến dịch Marita) theo tiếng Đức - phải được tiến hành vào tháng 3 năm 1941. Mục tiêu được tuyên bố của chiến dịch này là ngăn chặn người Anh chiếm giữ các căn cứ không quân nằm trong tầm tiến công vào những mỏ dầu của Romania. Ngày 6 tháng 4 năm 1941, quân đội Đức tràn vào miền bắc Hy Lạp, và một lực lượng Đức khác cũng đồng thời mở một cuộc tấn công vào lãnh thổ Nam Tư.
Với việc đột phá qua các tuyến phòng ngự ở miền nam Nam Tư, quân Đức đã mở ra được con đường chi viện cho chiến trường bắc Hy Lạp. Lục quân Đức đánh bọc sườn phòng tuyến Metaxas kiên cố, rồi bất chấp sự tham gia của một quân đoàn viễn chinh Anh, tiến xuống chiếm các thành phố ở miền nam Hy Lạp. Trận Hy Lạp kết thúc với việc quân Đức vào Athens và chiếm được Peloponnesus, tuy nhiên khoảng 40.000 lính Đồng Minh đã được sơ tán ra đảo Crete, dẫn đến một trong những cuộc tấn công không vận lớn nhất trong lịch sử chiến tranh: chiến dịch Merkur, hay còn gọi là trận Crete.

#### Can thiệp của Bulgaria
Ngày 6 tháng 4 năm 1941, mặc dù đã chính thức tham gia theo phe Trục, chính phủ Bulgaria vẫn không tham gia cuộc xâm lược Nam Tư và trận Hy Lạp. Khi những đạo quân của Đức, Ý và Hungary giày xéo 2 đất nước này, người Bulgaria vẫn đứng ngoài cuộc. Nam Tư đầu hàng ngày 17 tháng 4. Chính phủ Hy Lạp thì kháng cự cho đến ngày 30 tháng 4. Ngày 20 tháng 4, thời kỳ thụ động của Bulgaria kết thúc, quân đội Bulgaria tiến vào lãnh thổ Hy Lạp, chiếm đóng phần lớn Tây Thrace và vùng đất miền Đông Macedonia thuộc Hy Lạp, vốn đã bị quân Đức xâm chiếm, với mục tiêu phục hồi lại lối ra biển Aegea tại Thrace trước chiến tranh thế giới thứ nhất. Quân Bulgaria còn chiếm đóng phần lớn vùng lãnh thổ miền đông Serbia gọi là Vardar Banovina, vốn được chia sẻ giữa Bulgaria và Ý.

### Trận Crete

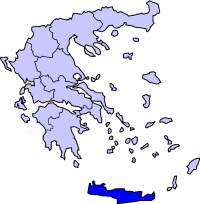
Vị trí đảo Crete so với phần đất liền của Hy Lạp

Ngày 20 tháng 5 năm 1941, lính dù Đức đã được thả xuống tại các sân bay ở phía bắc Crete, mở đầu cho cuộc tấn công chiếm hòn đảo. Họ đã gặp phải sự kháng cự kịch liệt của lực lượng Đồng Minh và dân cư địa phương nhưng rốt cuộc quân phòng thủ đã bị áp đảo bởi lực lượng chiến thuật vượt trội của Đức. Chính phủ Anh ra lệnh rút lui vào ngày 27 tháng 5, còn các lực lượng còn lại đã đầu hàng ngày 1 tháng 6. Tuy nhiên, những tổn thất nặng nề mà quân lính dù phải chịu đã buộc Bộ chỉ huy tối cao quân đội Đức phải từ bỏ hoạt động không vận quy mô lớn trong suốt thời gian còn lại của cuộc thế chiến.

## Kết quả
Đến ngày 1 tháng 6 năm 1941, toàn bộ các quốc gia Albania, Nam Tư và Hy Lạp đã nằm dưới quyền kiểm soát của phe Phát xít. Hy Lạp bị đặt dưới quyền thống trị của 3 quốc gia, còn Nam Tư cũng bị phân chia và chiếm đóng. Đức đã giành được lợi thế quan trọng về chiến lược: mở ra con đường trực tiếp tiến ra Địa Trung Hải. Bộ tư lệnh tối cao Đồng Minh lo ngại rằng Crete và Hy Lạp sẽ trở thành "bàn đạp" để Đức tấn công xâm lược Ai Cập hay đảo Síp thuộc Anh. Tuy nhiên, mọi kế hoạch cho một cuộc xâm lược quy mô lớn tại Ai Cập và vùng Palestine đều bị bỏ qua khi chiến dịch Barbarossa bắt đầu vào ngày 22 tháng 6 năm 1941.

### Cuộc kháng chiến
Trong suốt thời gian còn lại của chiến tranh, hoạt động của kháng chiến quân Nam Tư, Hy Lạp, và Albania đã buộc Đức và các đồng minh phải đồn trú hàng trăm nghìn quân thường trực tại 3 quốc gia này, mà không thể đưa họ đến tham chiến tại các mặt trận khác. Đặc biệt tại Nam Tư từ sau năm 1943, mối đe doạ từ cuộc tiến công của Đồng Minh và các hoạt động du kích đã buộc Đức phải tiến hành các hoạt động chống bạo loạn lớn với quy mô nhiều sư đoàn, trong đó bao gồm cả các đơn vị xe tăng (Panzer) và bộ binh sơn chiến (Gebirgsjäger) tinh nhuệ.

### Chiến dịch Dodecanese
Chiến dịch Dodecanese là xung đột chủ yếu xảy ra sau sự đầu hàng của Ý năm 1943 khi mà Anh và Đức đua nhau tìm cách lấp chỗ trống chiếm đóng của Ý tại quần đảo có giá trị chiến lược quan trọng Dodecanese. Người Đức đã nhanh chóng thành công khi tước khí giới của quân đồn trú Ý tại đảo Rhodes, nhưng người Anh lại thắng trong việc chiếm giữ các đảo Samos, Leros và Kos. Tuy nhiên, Đức đã nhanh chóng mở một cuộc tấn công trên không và bằng hải quân, cùng với các lực lượng đặc biệt, và chiếm lại được quần đảo.

### Kết thúc sự chiếm đóng và những hệ quả sau chiến tranh
Quân Đức đã tiếp quản những vùng lãnh thổ chiếm đóng của Ý tại Balkans sau khi phát xít Ý đầu hàng tháng 9 năm 1943. Người Đức sau đó đã rút khỏi Albania và Hy Lạp trong năm 1944. Nam Tư được giải phóng hoàn toàn vào cuối cuộc chiến, trong năm 1945. Tại Hy Lạp, những phe phái đối nghịch trong lực lượng kháng chiến đã tiến hành một cuộc nội chiến sau khi quân Đức bỏ đi. Tại Albania và Nam Tư, các lực lượng kháng chiến Cộng sản đã nên nắm chính quyền sau khi chiến tranh kết thúc.